# Uncharted: El legado perdido
Uncharted: El legado Perdido (en inglés Uncharted: The Lost Legacy) es un videojuego de acción-aventura de disparos en tercera persona desarrollado por el estudio Naughty Dog y distribuido por la empresa Sony Interactive Entertainment. El título es una expansión independiente de la serie de videojuegos Uncharted. Su lanzamiento se produjo el 22 y 23 de agosto de 2017. El videojuego fue confirmado en la PlayStation Experience 2016 con una demostración jugable. En esta entrega, Chloe Frazer y Nadine Ross se adentran en una guerra civil en la India para recuperar el Colmillo perdido de Ganesh.
Una versión remasterizada de Uncharted: El legado Perdido para PlayStation 5 se lanzó el 28 de enero de 2022. Además, el título salió a la venta en Windows en 2022, gracias a un port desarrollado por Iron Galaxy.

## Jugabilidad
Uncharted: The Lost Legacy presenta mecánicas características de la serie Uncharted. Los jugadores pueden usar armas de fuego, combate cuerpo a cuerpo y el sigilo para derrotar a los enemigos. Al controlar a Chloe Frazer, los jugadores pueden saltar obstáculos o treparlos, nadar o sumergirse en el agua, usar la cuerda para balancearse y trasladarse a sitios inaccesibles, entre otras acrobacias. Además, una nueva mecánica que se ha añadido es la habilidad de forzar cerraduras para conseguir suministros y objetos coleccionables. Chloe también podrá usar su teléfono móvil para recibir y obtener información de interés, así como tomar fotografías del entorno.
Al igual que en Uncharted 4, los jugadores podrán conducir vehículos para desplazarse en ciertos entornos. Aunque el videojuego sigue una historia lineal, el entorno que se presenta en The Lost Legacy puede explorarse para encontrar otras reliquias y cumplir objetivos secundarios, sin importar el orden. En ciertos momentos del juego, los jugadores podrán interactuar con otros personajes. Adicionalmente, los contenidos que se ofrecen en el modo multijugador estarán disponibles tanto en The Lost Legacy como en Uncharted 4.

## Sinopsis
Unos meses después de los acontecimientos de Uncharted 4, El legado perdido cuenta la historia de Chloe Frazer, quien, en medio de una guerra civil en la India, decide recorrer las Ghats occidentales en busca del Colmillo de Ganesh, una antigua reliquia de gran valor. En su búsqueda, Chloe cuenta con la ayuda de Nadine Ross, la antagonista de Uncharted 4. Sin embargo, ambas hacen equipo para impedir que el Colmillo caiga en las manos de Asav, exagente del gobierno hindú y líder militar de un grupo insurgente.

### Argumento
La cazatesoros Chloe Frazer se encuentra en la India y contrata los servicios de Nadine Ross para encontrar el Colmillo de Ganesh. En un mercado de la localidad, Chloe busca la manera de entrar en la ciudad pero con la ayuda de una niña, ella se infiltra en la ciudad controlada por los insurgentes. Allí se reúne con Nadine Ross y se infiltran en la oficina de Asav, quien también busca el colmillo de Ganesh. Allí son sorprendidas por Asav y sus hombres. Chloe intenta negociar con él pero Asav ordena a sus soldados que las maten a las dos. Chloe y Nadine escapan del lugar con la llave en forma de disco. Su investigación les revela que el colmillo se encuentra posiblemente en las Ghats occidentales, región habitada por el antiguo imperio Hoysala. Para ello, deben localizar los templos construidos a Ganesh, Shiva y Parashurama.
Una vez en el territorio rural, Chloe y Nadine se ponen en marcha. Pero las fuerzas militares de Asav también están por toda la zona. Aun así, Chloe y Nadine encuentran los templos Ganesh, Shiva y Parashurama y descifran los acertijos. Al hacerlo, acceden a una compuerta secreta que las lleva a Halebidu, la capital del imperio. Una vez allí, resuelven un complicado acertijo para obtener el colmillo pero no lo encuentran. Solo encuentran un disco con el símbolo de Shiva. Ambas llegan a la conclusión de que el colmillo nunca estuvo en Halebidu, sino en Belur, la antigua capital del imperio Hoysala. En su intento por escapar, son sorprendidas por los hombres de Asav. Chloe y Nadine se enfrentan a los insurgentes y al mismísimo Asav pero pierden el disco de Shiva al escapar.
Durante el trayecto, Nadine descubre que el hombre que asesora a Asav en la búsqueda del colmillo es Sam Drake, el hermano de Nathan Drake. Nadine tiene la intención de matarlo junto con Asav. Pero Chloe le cuenta toda la verdad. Sam la estaba ayudando con la búsqueda del colmillo pero desapareció. Ella no podía abandonarlo así que contrató los servicios de Nadine para rescatarlo y finalizar la búsqueda del colmillo. Nadine se siente engañada y traicionada por Chloe y sus caminos se separan.
Sin embargo, Chloe va tras ella, resuelven sus diferencias y continúan la búsqueda. Al llegar a Belur, ambas se enfrentan a los insurgentes de nuevo. Cuando exploran el lugar, encuentran un altar. Al examinarlo, Chloe se da cuenta de que la pequeña reliquia que su padre le dio años atrás es igual a las otras piezas que adornan el altar. Ella llega a la conclusión de que su padre ya había estado en ese lugar, muy cerca de encontrar el colmillo. Al colocar y quitar la pieza, se abre un pasadizo secreto y llegan a los patios de un enorme palacio. Allí son emboscadas y capturadas por Asav y sus hombres. Las dos se reúnen con Sam Drake, quien ha sido prisionero de Asav desde su desaparición. Con el disco de Shiva, Asav accede a la cámara central y, con la ayuda de Chloe, resuelve el acertijo final. Asav obtiene el colmillo de Ganesh y antes de irse, sus hombres colocan C4 en las estructuras para inundar la cámara. Chloe, Nadine y Sam logran escapar antes de ahogarse y, juntos, van tras Asav para recuperar el colmillo.
Más adelante, Chloe, Nadine y Sam se enfrentan a un grupo de mercenarios de Shoreline, los cuales están comandados por Orca, el lugarteniente de Nadine. Al parecer, Asav y Orca cierran un trato de negocios, intercambiando el colmillo de Ganesh por un cargamento desconocido. Chloe, Nadine y Sam se enfrentan a Orca y a los mercenarios y derriban su helicóptero. Orca sobrevive e intenta matar a Nadine pero Sam la salva y ella mata a Orca, recuperando el colmillo. Sin embargo, Chloe descubre que Asav intercambió el tesoro por una bomba y se dirige a la ciudad para detonarla y comenzar una guerra civil. Chloe quiere impedir que eso pase a pesar de que Nadine no está de acuerdo con su decisión. Pero después, ella y Sam acompañan a Chloe en su lucha.
Los tres alcanzan el tren en el que ha escapado Asav y se enfrentan a los insurgentes. Chloe y Nadine suben al tren y encuentran la bomba. Pero no pueden desactivarla ni tampoco pueden detener el tren. Chloe toma un vehículo y cambia las agujas del punto de control para que el tren cambie de vía. Chloe logra alcanzar el tren y, junto con Nadine, luchan nuevamente contra Asav. Chloe y Nadine lo vencen en un combate cuerpo a cuerpo. Como resultado del combate, la pierna de Asav queda atrapada debajo de la bomba. El rumbo del tren se acaba a causa de un puente colapsado, por lo que Chloe y Nadine lo abandonan antes de que los vagones caigan al vacío y exploten, matando a Asav en el acto. Habiendo sobrevivido y teniendo el colmillo en sus manos, Chloe y Nadine deciden trabajar juntas a partir de ese momento. Sin embargo, Sam no se muestra de acuerdo con la decisión de ambas de que el colmillo se entregue al Ministerio de Cultura del gobierno hindú, que probablemente no les pagará mucho por la reliquia.
En una escena después de los créditos, aparecen Chloe, Nadine y Sam comiendo pizza con la niña que estaba en el mercado al inicio del juego.

### Personajes
- Chloe Frazer. Es una cazadora de tesoros, ladrona y principal protagonista del juego. Contrata los servicios de Nadine Ross para encontrar el colmillo de Ganesh. Es posible que naciera en la India o Australia (país en el que estaba viviendo con su madre). Su padre era un arqueólogo interesado en la historia del imperio Hoysala y el colmillo de Ganesh, cosa que motivó a Chloe a continuar con la búsqueda del tesoro perdido.

- Nadine Ross. Es una mercenaria sudafricana y antigua líder de la red de mercenarios Shoreline. A diferencia del título anterior, Nadine hace equipo con Chloe Frazer y Sam Drake para encontrar el colmillo de Ganesh.

- Samuel "Sam" Drake. Es un cazador de tesoros, ladrón profesional y el hermano de Nathan Drake. Es un buen amigo de Chloe y la ayuda a encontrar el colmillo de Ganesh. Tiene un gran sentido del humor y es muy sarcástico, aunque después de los eventos del anterior juego su personalidad cambia.

- Asav. Es el líder de un grupo insurgente en la India y principal antagonista del juego. Al igual que Chloe y Nadine, busca desesperadamente el colmillo de Ganesh con el objetivo de provocar una guerra civil y derrocar al gobierno hindú.

- Orca. Es el líder de Shoreline y antagonista secundario del juego. Anteriormente era el lugarteniente de Nadine Ross pero, después de sobrevivir, tomó el control de Shoreline y rompió toda relación con ella.

## Desarrollo
Uncharted: The Lost Legacy comenzó su desarrollo por Naughty Dog poco después del lanzamiento de Uncharted 4. Shaun Escayg y Kurt Margenau se encargaron de dirigir el proyecto con la asistencia del escritor Josh Scherr. Aunque surgieron rumores de que Sam Drake y Sully protagonizarían dicho contenido, se confirmó que Chloe Frazer y Nadine Ross, antagonista de Uncharted 4, serían las protagonistas de la expansión. Dicha información fue confirmada por Naughty Dog al presentar una demostración del juego en la PlayStation Experience 2016. El estudio también confirmó que el contenido sería una expansión independiente, al igual que The Last of Us: Left Behind, y de mayor duración. Su duración aproximada sería de 10 horas. En sus declaraciones sobre porque dicho contenido sería independiente, Naughty Dog explicó lo siguiente: "Teníamos la oportunidad de hacer algo que de verdad fuera independiente, a diferencia de Left Behind, que era una pieza de la historia de The Last of Us. Uncharted: The Lost Legacy es algo que podemos hacer de forma independiente y al mismo tiempo explorar el mismo universo con personajes diferentes".
Naughty Dog había pensado en continuar la serie desarrollando Uncharted 5, con Sully como protagonista. Pero la idea fue descartada ya que el estudio estaba absorto en el desarrollo de The Last of Us Part II. Por lo tanto, el estudio decidió desarrollar una aventura independiente protagonizada por Chloe Frazer y Nadine Ross. En consecuencia, el 20 de julio de 2017, Naugthy Dog finalizó el desarrollo del contenido, alcanzando el estatus "Gold".

## Recepción

### Crítica
Uncharted: The Lost Legacy ha recibido críticas y comentarios muy positivos. En Metacritic sostiene una puntuación promedio de 84/100 para PlayStation 4. En GameRankings su puntuación promedio es de 85.46%. En sus comentarios positivos, los críticos y varios medios de entretenimiento destacaron la jugabilidad, el personaje de Chloe Frazer, gráficos y el diseño artístico del juego. Por el contrario, muchos destacaron la falta de innovaciones en dicha expansión.
3D Juegos le otorgó una puntuación de 9/10. En su análisis mencionó que "Uncharted: El legado perdido recupera la base jugable y técnica de la cuarta entrega numerada para proponernos una nueva historia al lado de dos protagonistas obligadas a entenderse. Una epopeya aventurera que mantiene la identidad de la serie y la seña de calidad de Naughty Dog para dar a los usuarios de PS4 un videojuego de acción y aventuras muy recomendable". Destacó de manera positiva los gráficos, los rompecabezas y la relación las protagonistas: Chloe y Nadine.
En su análisis, Meristation le dio una calificación de 8.5/10, destacando aspectos positivos sobre la jugabilidad, los personajes y los aspectos visuales. "En la piel de Chloe nos adentramos en una aventura que ofrece todo lo que podemos esperar a nivel de plataformas, exploración y tiroteos. Brilla en los [rompecabezas], más presentes y variados; también en la relación entre las protagonistas y en el ritmo de aventura. [Sin embargo], no reinventa la saga ni pretende hacerlo. Pero hará las delicias de quienes tengan más ganas de cazar tesoros, aunque no esté Drake".
El sitio web Hobby Consolas le dio una calificación de 87/100. En su análisis destacaron aspectos positivos como los gráficos, el diseño artístico y el personaje de Chloe pero mencionó que el juego "no aporta nada que no estuviera ya en la cuarta entrega [de Uncharted], de la que es un continuo déja vu.
IGN España le dio una calificación de 8.2/10 mencionando que The Lost Legacy es "una ampliación que toma como base los pilares de la experiencia Uncharted, pero que no se preocupa demasiado en agrandar la leyenda de la serie de Naughty Dog".
Vandal le dio una calificación de 8/10. Los puntos positivos que destacó el sitio web fueron los detalles audiovisuales, la jugabilidad y el modo multijugador. "Uncharted: El legado perdido, como expansión independiente, cumple con creces. Nos ofrece una nueva aventura con grandes momentos, de esos que son señas de identidad de la saga, aunque también tiene un tramo un tanto cuestionable y una sensación de déjà vu comprensible en otros. Audiovisualmente es una delicia, y su [jugabilidad] sigue funcionando genial, con pequeños cambios que se agradecen".

### Premios y nominaciones
| 2017 | The Game Awards |                                 |          |
| 2017 | The Game Awards | Mejor Juego de Acción/Aventura  | Nominado |
| 2017 | The Game Awards | Mejor Actuación (Claudia Black) | Nominada |
| 2017 | The Game Awards | Mejor Actuación (Laura Bailey)  | Nominada |